# كتفية
الكَتِفِيَّة نسيج مقصب على كتف السترة العسكرية، تستخدم شارة أو رتبة عسكرية. وتُسمى في العامية المصرية الكتَّافة وفي السورية الكِتَّافِيَّة.

## معرض صور

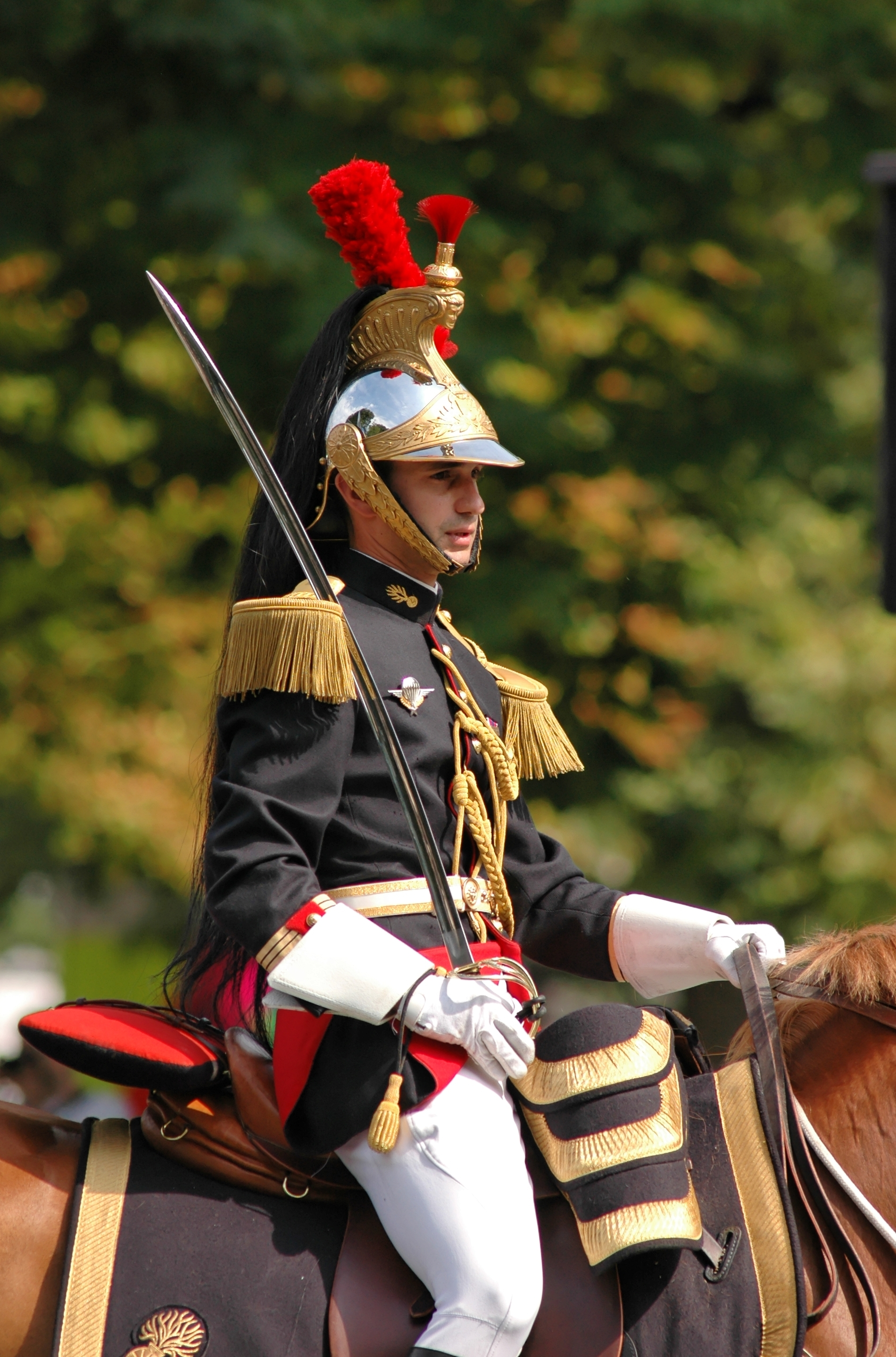
تبرز الكتفية على كتف الجندي الفرنسي.
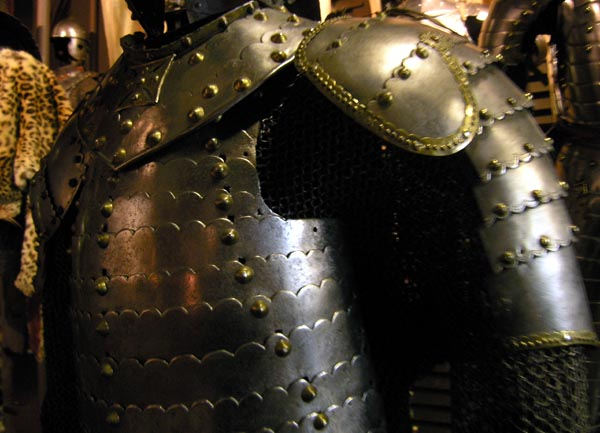
كتفية قديمة.
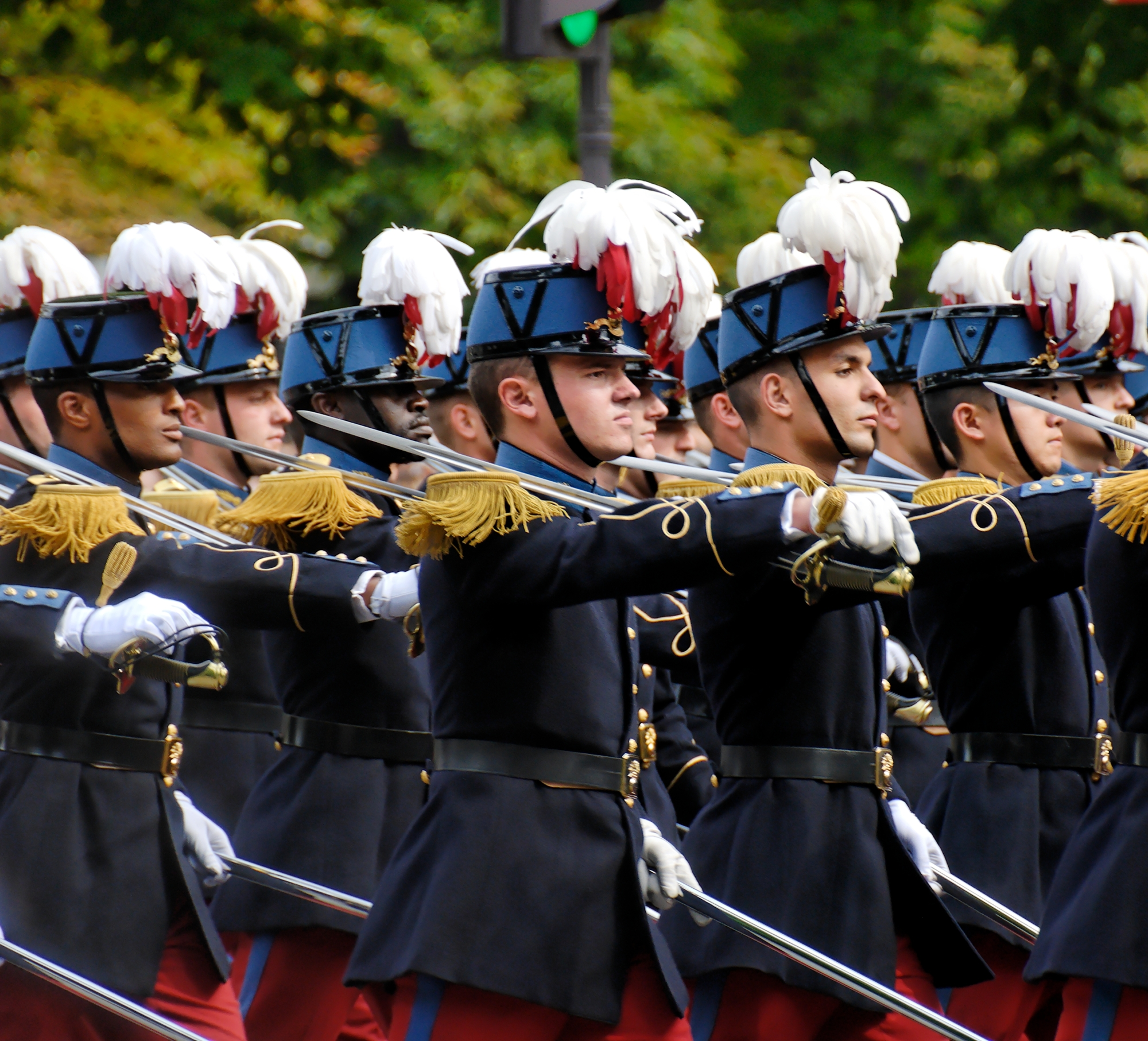
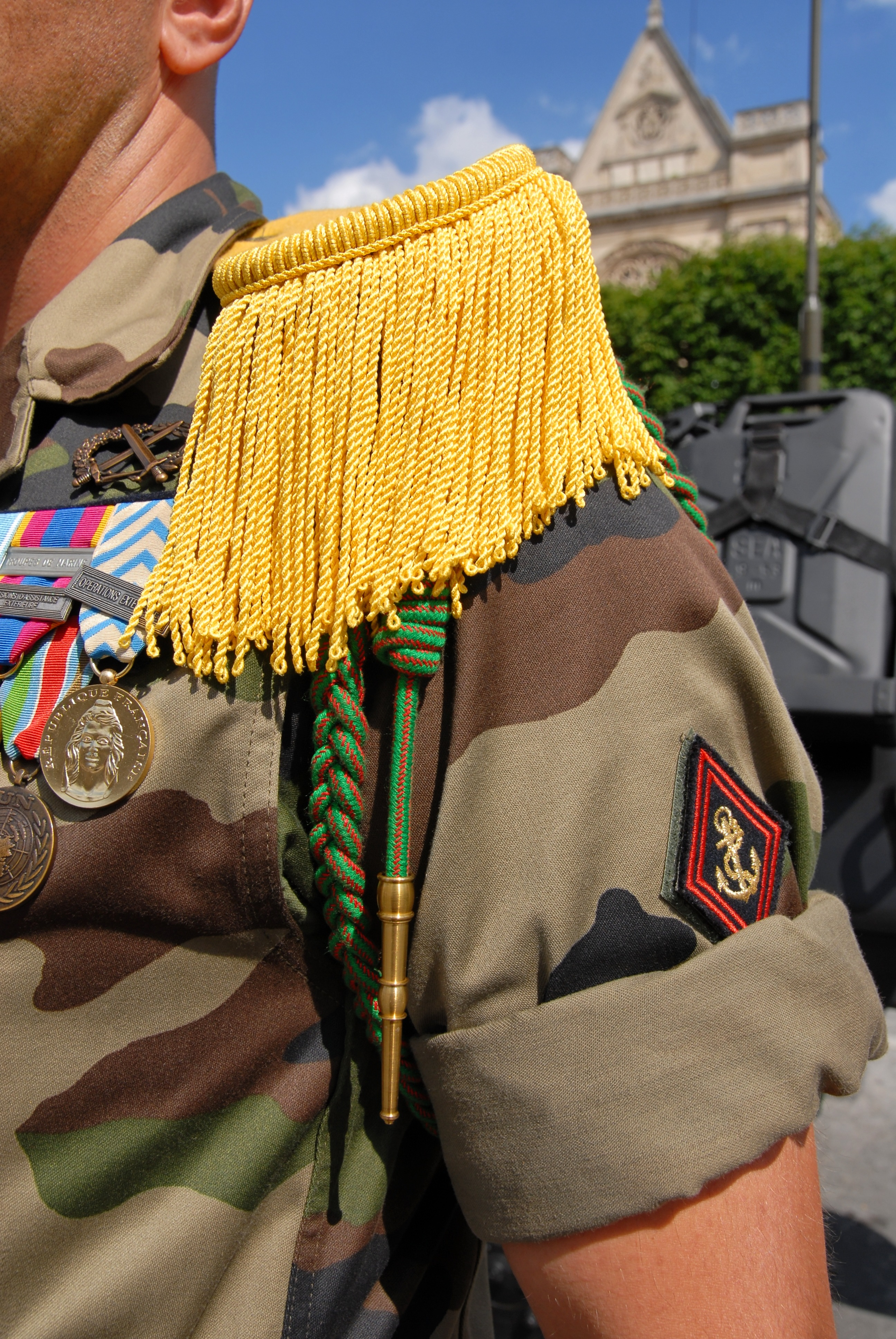
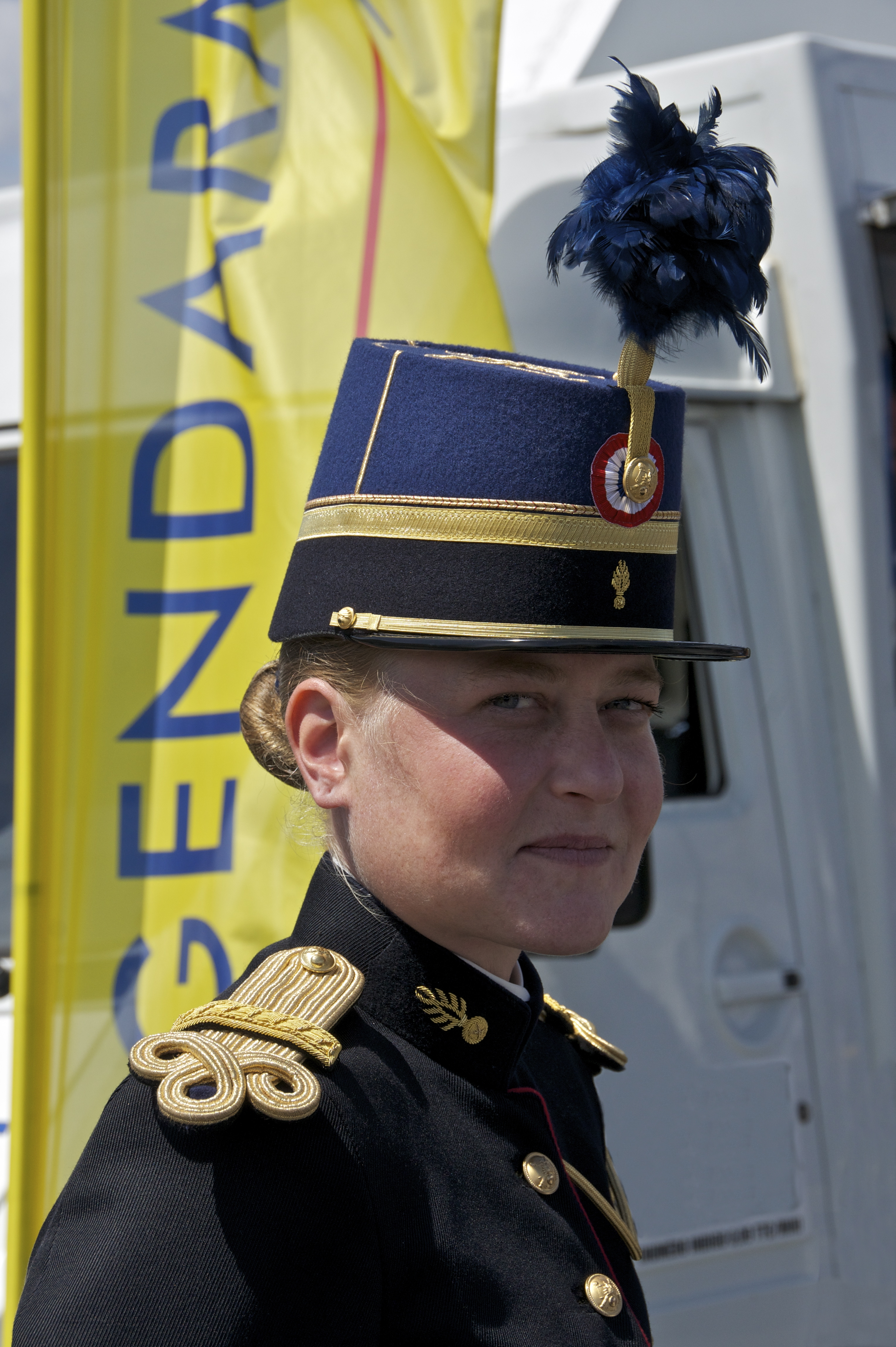
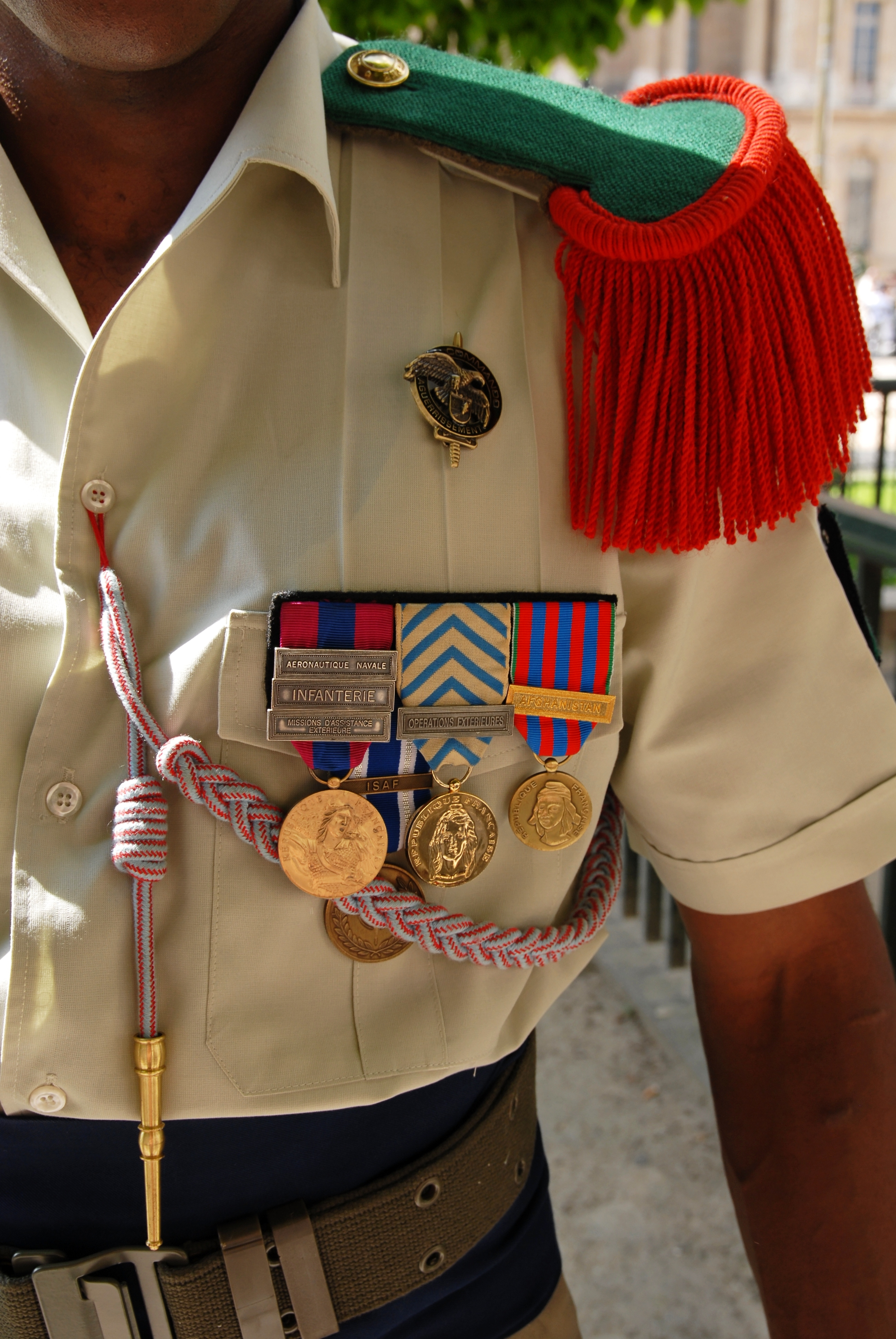

## طالع أيضًا
- كتفية (مسيحية)